# Sai Setthathirat I

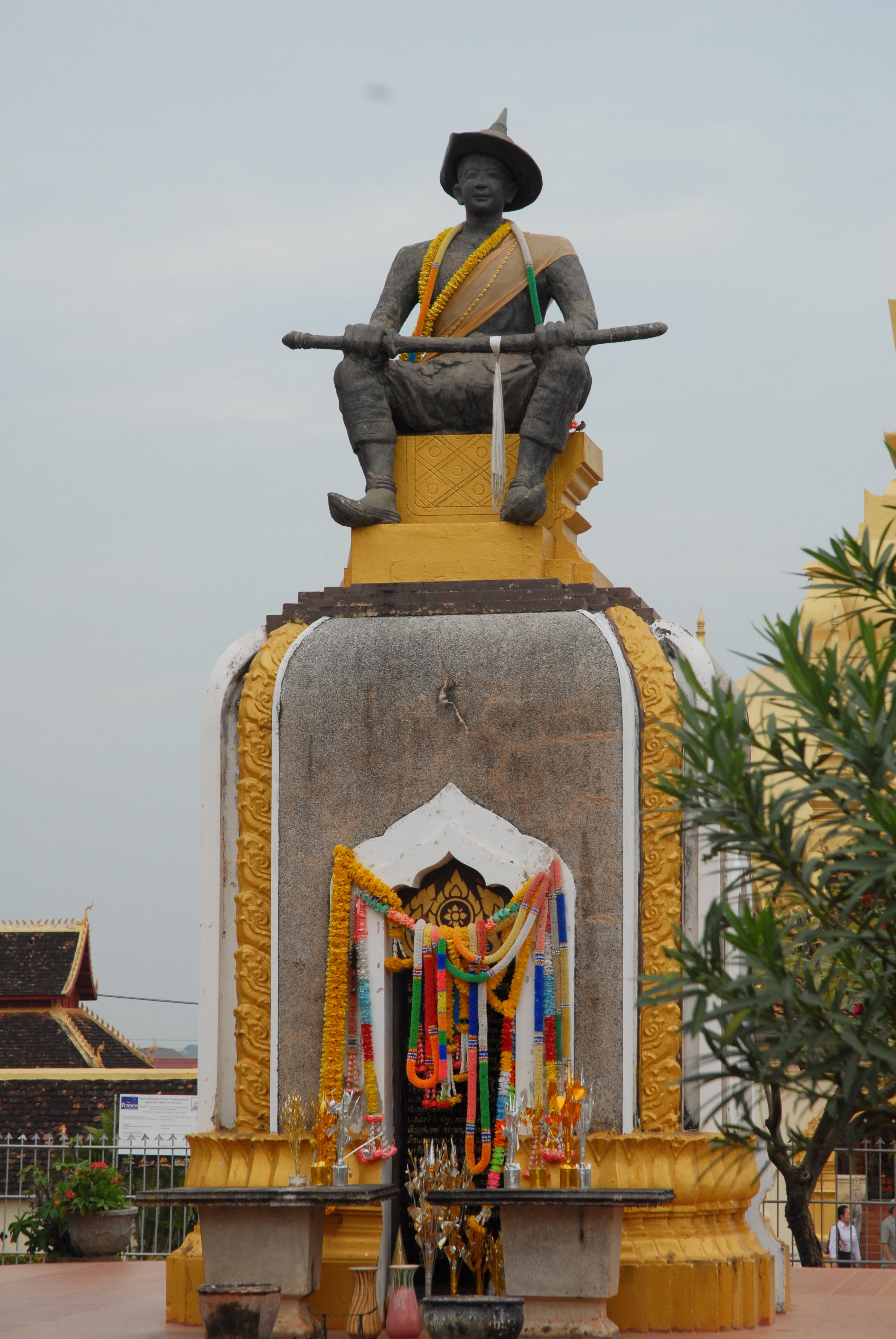
Monument voor Setthathirat in Vientiane

Koning Somdetch Brhat-Anya Chao Udaya Budhara Buwana Jaya Setha Adiraja Buwanadi Adipati Sri Sadhana Kanayudha, beter bekend onder de naam Sai Setthathirat I, volgde zijn vader Photisarat I op als 17e koning van Lan Xang in 1550. Hij werd geboren in 1534. Voor hij koning van Lan Xang werd zou hij eerst koning worden van Lanna.
Koning Ket Klao van Lanna had een aantal dochters, maar had geen zoons. Bij zijn overlijden in 1545 wilde een groep nobelen dat zijn oudste dochter, prinses Chiraprabha hem zou opvolgen als nieuwe heerser. De nobelen waren echter verdeeld, anderen wilden dat prins Mekuti van Muang Nai de troon overnam, en weer een andere groep dat Sai Setthatirat de troon overnam. Zijn moeder was prinses Yot Kam Tip dochter van koning Ket Klao, en zijn vader was Photissarat I de koning van Lan Xang. Nadat de factie die Sai Setthatirat steunde de andere nobelen verdreven had stuurde men een delegatie naar Sai Setthathirat en hij accepteerde de troon. Hij kwam echter niet meteen, van 1545 tot 1548 zou koningin Chiraprabha Lanna regeren. Koning Prajairaja van Ayutthaya dacht hiervan te profiteren door Lanna te annexeren met een leger. Chiraprabha overtuigde hem echter dit niet te doen. In 1548 werd Sai Setthatirat gekroond tot koning van Lanna. Hij trouwde met twee dochters van koning Ket Klao, prinses Tontip en prinses Tonkam (zusters van zijn moeder). En maakte hun beide tot koningin van Lanna, respectievelijk de rechterkoningin en de linkerkoningin.
Sai Setthatirat zou niet lang in Chiang Mai blijven, 13 maanden later stierf zijn vader, koning Photisarat I, en ontbrandde er een machtsstrijd tussen zijn twee broers om de troon van Lan Xang. Zijn broer prins Tharau regeerde van Luang Prabang naar het noorden. Zijn andere broer prins Lanjarnkaya regeerde van Vientiane naar het zuiden. Ze waren echter beiden vastbesloten om het hele Lan Xang te regeren en het uit te vechten. Sai Setthatirat wilde echter ook zijn recht als oudste zoon van de koning claimen. Hij haastte zich daarom vanuit Chiang Mai in 1550 om zijn troon in Lan Xang te claimen. Hij nam alle beroemde Boeddha beelden uit Chiang Mai mee bij zijn vertrek, waaronder de Pha Kaew. In Luang Prabang onderwierp hij zijn beide broers en besteeg de troon. Hij stuurde een bericht naar Chiang Mai dat hij niet meer terug zou komen en vroeg Chiraprabha in zijn naam te regeren. Zij weigerde en uiteindelijk werd Mekuti de koning van Lanna.
Door al deze twisten waren zowel Lanna als Lan Xang ernstig verzwakt. Lanna zou spoedig vallen aan de Birmezen die net herenigd waren onder koning Bayinnaung. Omdat Luang Prabang relatief dicht bij Lanna lag besloot Sai Setthatirat om de hoofdstad definitief te verplaatsen naar Vientiane. Na het vertrek van de Birmezen viel Sai Setthatirat Chiang Mai aan en veroverde het in 1558. Maar de Birmezen sloegen hem terug en dreven hem weer Lanna uit. Hierop besloot Sai Setthatirat aan te vallen in de richting van Chieng Saen, maar hij werd verslagen door de Birmese koning Bayinnaung. Sai Setthatirat werd gesteund door een aantal prinsen van Lanna, namelijk die van Chieng Saen, Lampang, Phrae en Nan. Met hun steun vormde hij een nieuw leger. Hierop besloot koning Bayinnaung Vientiane aan te vallen. Sai Setthatirat wist dat hij een groter leger tegenover zich had en trok zijn leger terug in de oerwouden, hierdoor werd Vientiane al spoedig bezet. Door het voeren van een soort guerrillaoorlog in de oerwouden wist hij de aanvoerlijnen van het Birmese leger af te snijden en de mannen te laten verhongeren. Hierdoor was Lan Xang voorlopig gered. Hij was Chiang Mai echter voorgoed kwijt.
In totaal vielen de Birmezen drie keer Lan Xang binnen, namelijk in 1563, 1568 en 1569. De naam van Muang Sawa veranderde tijdens het bewind van Lan Xang in Luang Prabang. In 1571 kwam Sai Setthatirat om het leven bij een campagne tegen Cambodja in het zuiden. Men is het er niet over eens of dit gebeurd is in Muang Ong Kan of op de terugweg daarvan in Zuid-Laos. In 1571 volgde zijn net geboren zoon Nokkeo Kumman hem op. Maar vanwege zijn leeftijd (een paar maanden oud) werd hij vervangen door koning Sensulinthara. 
Voor zover bekend is hij vier keer getrouwd. Zijn eerste vrouw was prinses Dharmadevi (Tontip). Zij was een dochter van koning Ketklao (de zus van zijn moeder). Zijn tweede vrouw was prinses Dharmakami (Tonkam), ook zij was een dochter van koning Ketklao. Hij trouwde in 1548 in Chiang Mai met hen beiden. Zijn derde vrouw was Prinses Devisra Kshatryi (Tepsakatri) een dochter van koning Prajairaja van Ayutthaya en de legendarische koningin Suriyothai. Hij trouwde met haar in 1563. Zijn vierde vrouw was de dochter van Sensulinthara.
Hij had voor zover bekend één zoon:
- Prins (Chao Fa) Nu Kaeva Kumara (Nokkeo Kumman)